# Echtra
Un Echtra (pluriel Echtrai) est un genre de contes de la mythologie celtique irlandaise qui, comme l'immram, narre le séjour d’un héros (ou personnage important) dans l’Autre Monde des Celtes. La traduction usuelle de ce mot gaélique est « voyage » ou « sortie ». 

## Echtraetimmram
Quelles différences entre un echtra ("sortie") et un immram ("voyage"), qui sont l'un et l'autre un récit sur une aventure vers l'Au-delà celtique ? 1) Le premier est plutôt païen, le second plutôt chrétien. "On pourrait sans difficulté opposer les voyages merveilleux (echtrai) des païens aux navigations (immrama) des moines chrétiens, s'il n'y avait pas l' Immram Brain, le voyage des îles merveilleuses de Bran, le fils d'une druidesse. On ignore, en effet, si ce dernier conte est essentiellement chrétien ou païen : pour G. Carney, ce sont les pérégrinations d'une âme en quête du Paradis chrétien, mais racontées avec les thèmes des légendes traditionnelles. Pour d'autres commentateurs, cette œuvre est entièrement de tradition païenne." 2) Selon Mary Jones (2004), un echtra insiste sur le héros, l'aspect aventureux, tandis qu'un immram met plutôt l'accent sur la destination, l'Au-delà. "L' echtra traite spécialement de l'aventure d'un héros dans l'Autre monde, il est nettement païen. Souvent, dieux et déesses interpellent le héros au cours de la navigation qui l'amène vers l'une des nombreuses îles de l'Autre monde : Mag Mell, Tir na nOg, Tir inna mBan, etc. Souvent le dieu est Manannán mac Lir et la déesse l'une de ses filles, par exemple Connla ou Oisin, qui portent une branche fleurie de pommier. Le grand sujet de l' echtra est soit d'attirer le héros vers l'Autre monde, éternellement, comme mari (c'est le cas de Connla, d'Oisin), soit de conférer au héros une forme de sagesse ou de pouvoir (c'est le cas de Cormac mac Airt)... Avec La navigation de Bran on a nettement un echtra, pas un immram."

### Textes
- Echtra Nerai. L'aventure de Nera (VIIIe siècle ?), trad. Erik Stohellou, 2009
- Echtrae Cormaic i Tir Tairngiri. Les aventures de Cormac dans la terre de Promesse
- Echtra Condla. L'aventure de Conla (VIIIe siècle), trad. H. d'Arbois de Jubainville, Cours de littérature celtique (1883-1902), t. V, 1892, p. 385-390.
- Immram Brain Maic Febail ocus a echtra andso sis. La navigation de Bran fils de Febal et ses aventures ci-dessous (950).  Le voyage de saint Brendan, texte latin (Navigatio sancti Brendani Abbatis), trad. Isabelle Brizard, Nantes, 1984, XIV-240 p.
- Anthologie : Tom P. Cross et C. H. Slover, Ancient Irish Tales (1936), Barnes and Noble Imports, 4° éd., 1996 617 p..

### Études
- M. Dillon et E. Knott, Early Irish Literature, Chicago, 1948.
- David N. Dumville, "Echtrae an immram: some problems of definition", Ériu, Dublin, vol. 27 (1976), p. 73-94.
- James MacKillop, Dictionary of Celtic Mythology, Oxford, 1998.  (ISBN 0-19-860967-1)
- Pierre-Yves Lambert, Les littératures celtiques, PUF, coll. "Que sais-je ?", 1981, p. 54-60.
- Philippe Jouët, Dictionnaire de la mythologie et de la religion celtiques, Yoran Embanner, 2012, p. 373-378.